# Szvetiszláv Sasics
Szvetiszláv Sasics (n. 19 ianuarie 1948, Sátoraljaújhely, Borsod-Abaúj-Zemplén, Ungaria – d. 13 mai 2025, Budapesta, Ungaria) a fost un sportiv ce a reprezentat Ungaria, medaliat olimpic. A participat la o ediție a Jocurilor Olimpice (1976) în care a câștigat o medalie de bronz.

## Participări
Lista de mai jos prezintă principalele competiții la care a participat Szvetiszláv Sasics de-a lungul carierei.
- modern pentathlon at the 1976 Summer Olympics[*]